# La Recrue
Pour les articles homonymes, voir recrue.
Pour plus de détails, voir Fiche technique et Distribution.
La Recrue ou Le Nouvel Agent au Québec (The Recruit) est un film d'espionnage américain réalisé par Roger Donaldson, sorti en 2003.

## Synopsis
James Clayton est un brillant programmeur du MIT. C'est sur lui que s'est porté le choix de Walter Burke, un recruteur de la CIA. En acceptant sa proposition, Clayton espère secrètement découvrir si son père faisait lui aussi partie de l'agence.
Il commence alors à suivre un entraînement sévère à « La Ferme », le centre de formation de la CIA de Camp Peary. Tout en se familiarisant avec les règles du métier, il va s'éprendre de Layla Moore, une autre recrue.
Mais il est finalement évincé de « la Ferme », après avoir échoué à un test. Convaincu de son échec au test d'interrogatoire, James se morfond chez lui, c'est alors que Burke tente de s'introduire dans son appartement. Ce dernier lui apprend que nul n'a jamais réussi aussi bien au test d'interrogatoire durant les quinze dernières années et que cet "échec" était programmé.

## Fiche technique
Sauf indication contraire, les informations mentionnées dans cette section peuvent être confirmées par les bases de données cinématographiques IMDb et Allociné,  présentes dans la section « Liens externes ».
- Titre original : The Recruit
- Titre français : La Recrue
- Titre québécois : Le Nouvel Agent[1]
- Réalisateur : Roger Donaldson
- Scénario : Mitch Glazer, Akiva Goldsman, Roger Towne et Kurt Wimmer[2]
- Musique : Klaus Badelt
  - Musiques additionnelles : Ramin Djawadi
- Direction artistique : Dennis Davenport
- Décors : Andrew McAlpine
- Costumes : Beatrix Aruna Pasztor
- Photographie : Stuart Dryburgh
- Son : David E. Fluhr, Douglas Ganton, Christian P. Minkler, James Sabat
- Montage : David Rosenbloom
- Production : Jeff Apple, Gary Barber et Roger Birnbaum
  - Production déléguée : Jonathan Glickman et Ric Kidney
  - Coproduction : Megan Wolpert
- Sociétés de production : Epsilon Motion Pictures et Place Productions, présenté par Spyglass Entertainment et Touchstone Pictures
- Sociétés de distribution : Buena Vista Pictures Distribution (États-Unis, Québec) ; Gaumont Buena Vista International (France) ; Buena Vista International (Belgique) ; Rialto Film AG (Suisse)
- Budget : 46 millions de $[3]
- Pays de production :  États-Unis
- Langues originales : anglais, persan, russe
- Format : couleur (Technicolor) — 35 mm — 2,39:1 — son DTS / Dolby Digital / SDDS
- Genre : espionnage, action, thriller
- Durée : 115 minutes
- Dates de sortie[4] :
  - États-Unis, Québec : 31 janvier 2003[1]
  - Belgique : 26 mars 2003[5]
  - France : 12 avril 2003 (Festival du film policier de Cognac) ; 11 juin 2003 (sortie nationale)[6]
  - Suisse romande : 11 juin 2003[7]
- Classification :
  - États-Unis : accord parental recommandé, film déconseillé aux moins de 13 ans (PG-13 - Parents Strongly Cautioned)[N 1]
  - France : tous publics[8]
  - Belgique : tous publics (Alle Leeftijden)[5]
  - Suisse romande : interdit aux moins de 12 ans[9]
  - Québec : tous publics (G - General Rating)[10]

## Distribution

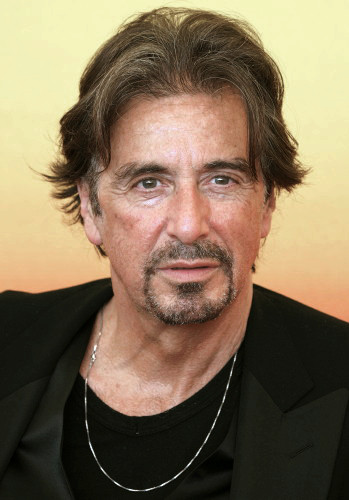
Al Pacino en 2004

- Al Pacino (VF : José Luccioni et VQ : Luis de Cespedes) : Walter Burke
- Colin Farrell (VF : Boris Rehlinger et VQ : Martin Watier) : James Clayton
- Bridget Moynahan (VF : Françoise Cadol et VQ : Camille Cyr-Desmarais) : Layla Moore
- Gabriel Macht (VF : Damien Boisseau et VQ : Gilbert Lachance) : Zack
- Ron Lea (VF : Patrick Raynal et VQ : Denis Michaud) : Bill Rudolph, recruteur Dell
- Karl Pruner (VF : Bernard Lanneau et VQ : Mario Desmarais) : Dennis Slayne
- Richard Fitzpatrick (VF : Bernard Métraux) : Rob Stevens
- Kenneth Mitchell (VQ : Benoit Éthier) : Alan
- Mike Realba (VQ : François Godin) : Ronnie Gibson
- Jeanie Calleja : Co-Ed no 1
- Domenico Fiore : l'nstructeur no 1
- Jessica Greco : la fille au Blue Ridge
- Angelo Tsarouchas : le conducteur de taxi
- Veronica Hurnick : l'interrogratrice utilisant un polygraphe
- Eugene Lipinski (VQ : Jean-Marie Moncelet) : Husky
- Steve Lucescu : l'instructeur no 2
- Gabriel Macht : Zack

## Production

### Genèse et développement
Le projet est à l'origine intitulé The Farm (« la ferme »). James Foley devait initialement le réaliser.
L'équipe du film a fait d'importantes recherches pour garantir le réalisme de l'entraînement et des tests des recrues potentielles pour la CIA. Leurs propos sont d'ailleurs corroborés par un agent de la CIA ayant 25 ans d'expérience. De plus, la CIA a autorisé un photographe à prendre des clichés pour aider à la création des décors.

### Tournage
Le tournage a lieu comté d'Arlington en Virginie (notamment le cimetière national d'Arlington et son USMC War Memorial), dans le quartier de Georgetown à Washington, D.C. ainsi qu'au Canada : Toronto (Lower Bay), Niagara-on-the-Lake, Niagara Falls et Halton Hills en Ontario.

## Distinctions
Colin Farrell est nommé « meilleure révélation masculine de l'année » aux Teen Choice Awards 2003. Il est également nommé aux MTV Movie Awards Mexico 2004 dans la catégorie « meilleur Colin Farrell dans un film ».

## Éditions en vidéo
- Le film a été diffusé en salles au format 2,39:1, mais est sorti en DVD au format 1,78:1, conformément au souhait du réalisateur[13].
- En France, le film La Recrue est sorti en DVD le 16 décembre 2003[14]. Par la suite, le film est sorti en Blu-ray le 20 février 2008[15].
- Au Québec, le film est sorti en DVD le 27 mai 2003[1].